# 1979年の日本シリーズ
1979年の日本シリーズ（1979ねんのにっぽんシリーズ、1979ねんのにほんシリーズ）は、1979年10月27日から11月4日まで行われたセ・リーグ優勝チームの広島東洋カープとパ・リーグ優勝チームの近鉄バファローズによる第30回プロ野球日本選手権シリーズである。

## 概要
1975年以来2度目の出場となった古葉竹識監督率いる広島東洋カープと、プレーオフで阪急ブレーブスに3連勝し初出場となった西本幸雄監督率いる近鉄バファローズの対決は、日本シリーズ史上1975年の阪急対広島以来4年ぶり6度目の「どちらが勝っても初の日本一」となる対戦だったが、広島が4勝3敗で球団創設以来初の日本一。MVPは7戦全試合で安打を放ち4割4分4厘、1本塁打、2得点の好成績を挙げた高橋慶彦が選ばれた。
東海地方以西の球団同士となる日本シリーズは通算4回目で1975年以来4年ぶり。
第6戦までは全てホームチームが勝利という「内弁慶シリーズ」だったが（第7戦まで全てホームチームが勝利する「内弁慶シリーズ」は2003年が初）、第7戦では後に「江夏の21球」と語り継がれる9回裏の攻防で球史に残る名場面を生んだ。山本浩二、栗橋茂ら主力打者が不振だった一方、先発陣は山根和夫と井本隆がそれぞれ2勝、鈴木啓示も1勝止まりながら防御率0.95を記録した。
選手以外では、コーチとして仰木彬が近鉄ベンチ入りしている。
近鉄主管は日生球場または藤井寺球場で開くところだが、日生は収容人数が30,000人に満たず、藤井寺も当時はナイター設備がなかったため、当時南海ホークスの本拠地だった大阪球場を借りて行われた（プレーオフも同様）。同球場での日本シリーズは1973年以来6年ぶり。
なお、本シリーズにおける優勝球団である広島の総得点（17点）は近鉄（23点）より6点少ない。このように優勝球団の総得点が敗退球団のそれを下回った事例は同年を含め、2023年までに9度ある（直近は2022年 ）が、本シリーズは敗退球団の総得点数が優勝球団のそれを最も大きく上回ったシリーズである。

## 試合結果
| 日付                           | 試合   | ビジター球団（先攻） | スコア | ホーム球団（後攻） | 開催球場     |
| ------------------------------ | ------ | -------------------- | ------ | ------------------ | ------------ |
| 10月27日（土）                 | 第1戦  | 広島東洋カープ       | 2 - 5  | 近鉄バファローズ   | 大阪球場     |
| 10月28日（日）                 | 第2戦  | 広島東洋カープ       | 0 - 4  | 近鉄バファローズ   | 大阪球場     |
| 10月29日（月）                 | 移動日 | 移動日               | 移動日 | 移動日             | 移動日       |
| 10月30日（火）                 | 第3戦  | 近鉄バファローズ     | 2 - 3  | 広島東洋カープ     | 広島市民球場 |
| 10月31日（水）                 | 第4戦  | 近鉄バファローズ     | 3 - 5  | 広島東洋カープ     | 広島市民球場 |
| 11月1日（木）                  | 第5戦  | 近鉄バファローズ     | 0 - 1  | 広島東洋カープ     | 広島市民球場 |
| 11月2日（金）                  | 移動日 | 移動日               | 移動日 | 移動日             | 移動日       |
| 11月3日（土）                  | 第6戦  | 広島東洋カープ       | 2 - 6  | 近鉄バファローズ   | 大阪球場     |
| 11月4日（日）                  | 第7戦  | 広島東洋カープ       | 4 - 3  | 近鉄バファローズ   | 大阪球場     |
| 優勝：広島東洋カープ（初優勝） |        |                      |        |                    |              |

### 第1戦
10月27日　大阪　入場者25121人
|      | 1 | 2 | 3 | 4 | 5 | 6 | 7 | 8 | 9 | R | H | E |
| ---- | - | - | - | - | - | - | - | - | - | - | - | - |
| 広島 | 0 | 1 | 0 | 0 | 0 | 0 | 0 | 0 | 1 | 2 | 4 | 1 |
| 近鉄 | 2 | 0 | 0 | 1 | 0 | 2 | 0 | 0 | X | 5 | 7 | 0 |

1. 広：北別府、大野、福士、渡辺秀
2. 近：井本
3. 勝利：井本（1勝）
4. 敗戦：北別府（1敗）
5. 審判
［球審］斎田
［塁審］久保田・岡田哲・岡田和
［外審］前川・山本文
6. 試合時間：3時間7分

近鉄の先発は井本隆。広島は北別府学。
1回裏近鉄の先頭打者平野光泰のショートゴロを高橋慶彦がエラーしこれをきっかけに2死満塁のチャンスを作ると、羽田耕一が中前打を放ち2点先制。広島は2回に水谷実雄の適時打で1点を返す。4回裏近鉄は永尾泰憲の適時打で1点を追加。6回にも2番手の大野豊を攻め2死満塁とすると、代わった福士明夫から石渡茂が2点適時打を放ち5-1。井本は9回に1点を失ったが結局完投し、近鉄が1勝を挙げる。
公式記録関係（日本野球機構ページ）

### 第2戦
10月28日　大阪　入場者27848人
|      | 1 | 2 | 3 | 4 | 5 | 6 | 7 | 8 | 9 | R | H | E |
| ---- | - | - | - | - | - | - | - | - | - | - | - | - |
| 広島 | 0 | 0 | 0 | 0 | 0 | 0 | 0 | 0 | 0 | 0 | 6 | 2 |
| 近鉄 | 0 | 0 | 0 | 0 | 0 | 0 | 4 | 0 | X | 4 | 4 | 0 |

1. 広：山根、江夏、渡辺秀
2. 近：鈴木
3. 勝利：鈴木（1勝）
4. 敗戦：山根（1敗）
5. 本塁打
近：有田修1号2ラン（7回・江夏）
6. 審判
［球審］山本文
［塁審］前川・久保田・岡田哲
［外審］福井・藤本
7. 試合時間：3時間1分

近鉄の先発は鈴木啓示。広島は山根和夫。
試合は鈴木と山根の投手戦となる。山根は5回まで近鉄打線をパーフェクトに抑えるが、対する攻撃陣が3回・4回・5回と立て続けにバント失敗→併殺打の拙攻でチャンスを作れない。7回裏、近鉄は小川亨が山根からチーム初安打を放ち、次打者のチャーリー・マニエルはツーボールとなり、ここで広島ベンチは山根に代えて江夏を投入する。近鉄ベンチは打者走者の小川に変えて藤瀬史朗を代走に送る。マニエルは江夏から安打を放ち無死1、3塁とする。マニエルの代走に阿部成宏。近鉄は続く栗橋茂の代打クリス・アーノルドが中犠飛を放って1点先制。続く羽田が適時打でもう1点を追加。さらに有田修三が江夏から中越え2ランを放ち4-0。
第2戦の先発に回された鈴木は、エースの意地で広島打線を4安打に抑えて完封勝利。
公式記録関係（日本野球機構ページ）

### 第3戦
10月30日　広島　入場者29032人
|      | 1 | 2 | 3 | 4 | 5 | 6 | 7 | 8 | 9 | R | H | E |
| ---- | - | - | - | - | - | - | - | - | - | - | - | - |
| 近鉄 | 2 | 0 | 0 | 0 | 0 | 0 | 0 | 0 | 0 | 2 | 6 | 0 |
| 広島 | 0 | 1 | 0 | 0 | 0 | 0 | 2 | 0 | X | 3 | 7 | 0 |

1. 近：村田、柳田、山口
2. 広：池谷、江夏
3. 勝利：池谷（1勝）
4. セーブ：江夏（1S）
5. 敗戦：柳田（1敗）
6. 本塁打
広：水谷1号ソロ（2回・村田）
7. 審判
［球審］藤本
［塁審］福井・前川・久保田
［外審］斎田・岡田和
8. 試合時間：3時間8分

先発は広島が池谷公二郎、近鉄は村田辰美。広島は不振の衣笠祥雄とエイドリアン・ギャレットがスタメン落ち。
近鉄は1回表に1死満塁から押し出し四球と併殺崩れで2点を先制。しかし広島は2回に水谷の本塁打で1点を返す。池谷も3回から立ち直り近鉄に追加点を許さない。広島は7回裏先頭の山崎隆造が二塁打を放つ。ライトルの2塁ゴロで1死3塁となり、続く代打萩原康弘がカウント2-0と追い込まれるが続く3球目の内角球を死球。1死1・3塁から代打内田順三の適時打で同点に追いつく。ここで近鉄はストッパーの山口哲治を投入するが、途中出場のギャレットが適時打を放ち逆転。このシリーズ初めてリードを奪った広島は8回から江夏を投入。江夏は8回のピンチを三振併殺で切り抜けると9回も抑え、広島がシリーズ通算9戦目で初勝利を挙げた。
公式記録関係（日本野球機構ページ）

### 第4戦
10月31日　広島　入場者29057人
|      | 1 | 2 | 3 | 4 | 5 | 6 | 7 | 8 | 9 | R | H | E |
| ---- | - | - | - | - | - | - | - | - | - | - | - | - |
| 近鉄 | 0 | 0 | 2 | 0 | 0 | 0 | 0 | 0 | 1 | 3 | 6 | 2 |
| 広島 | 0 | 0 | 0 | 3 | 0 | 0 | 2 | 0 | X | 5 | 7 | 0 |

1. 近：井本、村田、山口、橘
2. 広：福士
3. 勝利：福士（1勝）
4. 敗戦：井本（1勝1敗）
5. 本塁打
近：マニエル1号2ラン（3回・福士）、有田修2号ソロ（9回・福士）
広：水谷2号2ラン（4回・井本）、高橋1号2ラン（7回・山口）
6. 審判
［球審］岡田和
［塁審］斎田・福井・前川
［外審］山本文・岡田哲
7. 試合時間：2時間46分

近鉄は第1戦完投勝利の井本、一方広島はこの年、松原明夫から改名した福士。シリーズでの先発は南海時代の1973年第3戦以来。近鉄はここまで無安打の平野がスタメン落ち、石渡も腰痛で戦線離脱。
近鉄は3回にマニエルの2ランで先制。しかし広島は4回裏、無死1・3塁から山本浩二が右翼への浅い飛球を放つも、マニエルの本塁送球が逸れて山崎が生還。さらにこの送球の間に1塁走者の三村敏之も2塁へ。これで楽になった次打者の水谷は左越えに逆転2ランを放つ。7回裏、連投の村田が2死3塁のピンチを招くと西本監督は山口を連日のリリーフ起用。しかしその代わり端を高橋が叩き右越え2ランで突き放す。福士は9回に有田修にソロ本塁打を浴びるも完投勝利。シーズン途中から日本シリーズを見据えて調整を続けており、この日の投球を「100点満点の1000点」と自賛した。
公式記録関係（日本野球機構ページ）

### 第5戦
11月1日　広島　入場者29090人
|      | 1 | 2 | 3 | 4 | 5 | 6 | 7 | 8 | 9 | R | H | E |
| ---- | - | - | - | - | - | - | - | - | - | - | - | - |
| 近鉄 | 0 | 0 | 0 | 0 | 0 | 0 | 0 | 0 | 0 | 0 | 2 | 0 |
| 広島 | 0 | 0 | 0 | 0 | 0 | 1 | 0 | 0 | X | 1 | 7 | 0 |

1. 近：鈴木、柳田
2. 広：山根
3. 勝利：山根（1勝1敗）
4. 敗戦：鈴木（1勝1敗）
5. 審判
［球審］岡田哲
［塁審］山本文・斎田・福井
［外審］藤本・久保田
6. 試合時間：2時間52分

先発は広島山根、近鉄鈴木と第2戦と同じ顔合わせ。試合は第2戦同様投手戦となった。広島は6回裏、先頭の山根が中前打で出塁、その後2死2塁とすると三村は右方向へ大飛球を打ち上げる。マニエルは懸命に追ったが打球はその頭上を越え山根が生還。山根は近鉄打線を2安打に抑え完封、第2戦の雪辱を果たした。広島が2連敗の後地元で3連勝し、日本一に王手をかけた。なおこの試合、衣笠の出番はなかった。
公式記録関係（日本野球機構ページ）

### 第6戦
11月3日　大阪　入場者27813人
|      | 1 | 2 | 3 | 4 | 5 | 6 | 7 | 8 | 9 | R | H | E |
| ---- | - | - | - | - | - | - | - | - | - | - | - | - |
| 広島 | 1 | 0 | 0 | 0 | 0 | 0 | 0 | 0 | 1 | 2 | 6 | 0 |
| 近鉄 | 0 | 1 | 3 | 1 | 0 | 1 | 0 | 0 | X | 6 | 9 | 0 |

1. 広：池谷、大野、渡辺秀、北別府
2. 近：井本
3. 勝利：井本（2勝1敗）
4. 敗戦：池谷（1勝1敗）
5. 本塁打
広：三村1号ソロ（1回・井本）、山本浩1号ソロ（9回・井本）
近：梨田1号2ラン（3回・大野）
6. 審判
［球審］久保田
［塁審］藤本・山本文・斎田
［外審］岡田和・前川
7. 試合時間：2時間48分

近鉄は第4戦でKOされた井本が志願の中2日での先発。一方広島の先発は池谷。近鉄は4番にアーノルド、5番に梨田昌崇を起用、石渡がスタメンに復帰。
広島が1回表に三村の右越え本塁打で先制。近鉄は2回裏に1死1・3塁から平野の一ゴロで同点とすると、3回にもマニエルの適時打と梨田の2ランで3点を勝ち越した。4回にも平野の犠飛で1点を追加すると、6回には無死1・3塁から平野がスクイズで6-1とした。平野はこの試合で先発出場するも3打席無安打でシリーズ新記録となる20打席連続無安打となったが、3打点を挙げ活躍。井本は9回に山本にソロ本塁打を浴びるも気迫で完投勝利、シリーズを3勝3敗のタイに持ち込んだ。
公式記録関係（日本野球機構ページ）

### 第7戦
11月4日　大阪　入場者24376人
|      | 1 | 2 | 3 | 4 | 5 | 6 | 7 | 8 | 9 | R | H  | E |
| ---- | - | - | - | - | - | - | - | - | - | - | -- | - |
| 広島 | 1 | 0 | 1 | 0 | 0 | 2 | 0 | 0 | 0 | 4 | 10 | 1 |
| 近鉄 | 0 | 0 | 0 | 0 | 2 | 1 | 0 | 0 | 0 | 3 | 9  | 1 |

1. 広：山根、福士、江夏
2. 近：鈴木、柳田、山口
3. 勝利：山根（2勝1敗）
4. セーブ：江夏（2S）
5. 敗戦：柳田（2敗）
6. 本塁打
広：水沼1号2ラン（6回・柳田）
近：平野1号2ラン（5回・山根）
7. 審判
［球審］前川
［塁審］岡田和・藤本・山本文
［外審］岡田哲・福井
8. 試合時間：3時間29分

第7戦は広島が山根、近鉄は鈴木。両者とも中2日での先発。
広島は1回表、高橋の右前打をマニエルが後逸、無死3塁とするとスタメン復帰の衣笠が適時打を放ち先制。さらに3回にも水谷の適時打で2-0とする。近鉄は5回裏、1死2塁から21打席連続無安打の平野がシリーズ初安打となる1号2ランを放ち同点。しかし広島は6回表、2死から萩原が安打で出塁すると続く水沼四郎が左越え2ランを放ち4-2と勝ち越し。近鉄は6回裏1死2・3塁から羽田の三ゴロで1点を返す。その後、広島は7回2死から江夏を投入、近鉄も1点ビハインドの8回から山口を登板させる総力戦。
そして9回裏、近鉄は先頭の羽田が中前打で出塁。アーノルドの打席で代走の藤瀬が盗塁を試みると、捕手水沼の送球が逸れ無死3塁。その後アーノルドが四球で出塁し、代走の吹石徳一が盗塁。広島は満塁策を取り、平野を敬遠して無死満塁となる。近鉄は代打に佐々木を起用するが三振。続く石渡の打席で近鉄ベンチはスクイズを敢行するが、江夏はスローカーブでこれを外し藤瀬が本塁手前で憤死。その後石渡も空振り三振に倒れ、ここに広島の初の日本一が決定した。
なお、球審の前川芳男が後年に語ったところによると、9回の時点で雨が降っていたため、もし9回終了時点で同点となった場合はコールドゲームとして翌日に再試合を行うことが検討されていた。
公式記録関係（日本野球機構ページ）

## 表彰選手
- 最優秀選手賞、打撃賞：高橋慶彦 （広）

なお、本来MVP受賞者にはトヨタ自動車協賛の乗用車が贈られるが、カープの資本関係上東洋工業協賛のものが贈呈された。
- 敢闘賞：井本隆（近）
- 最優秀投手賞：山根和夫（広）
- 技能賞：三村敏之（広）
- 優秀選手賞：水谷実雄（広）

翌年からは優秀選手賞に一本化されたため、日本シリーズでの打撃賞、最優秀投手賞、技能賞の表彰はこの年が最後となった。

## テレビ・ラジオ中継

### テレビ中継
- 第1戦:10月27日
  - 朝日放送≪ANN系列≫　実況：太田元治（ABC）　解説：皆川睦雄　ゲスト解説：広岡達朗（前ヤクルト監督、シーズン途中に辞任）
- 第2戦:10月28日
  - 朝日放送≪ANN系列≫　実況：安部憲幸（ABC）　解説：皆川睦雄　ゲスト解説：広岡達朗
- 第3戦:10月30日
  - 中国放送≪JNN系列≫　実況：鈴木信宏（RCC）　解説：金山次郎、杉浦忠（MBS）
- 第4戦:10月31日
  - テレビ新広島≪FNN系列≫　実況:盛山毅（CX）　解説：森永勝也　ゲスト解説：平松政次（大洋）、山田久志（阪急）
  - NHK総合　解説：川上哲治、上田利治
- 第5戦:11月1日
  - 広島テレビ≪NNN系列≫　実況:加藤進（HTV）　解説：村山実（YTV・NTV・HTV）　ゲスト解説：広岡達朗
- 第6戦:11月3日
  - よみうりテレビ≪NNN系列≫　実況：佐藤忠功（YTV）　解説：村山実（YTV・NTV・HTV）　ゲスト解説：山田久志、掛布雅之（阪神）
- 第7戦:11月4日
  - 毎日放送≪JNN系列≫　実況：城野昭（MBS）　解説：杉浦忠　ゲスト解説：牧野茂（TBS）　レポーター：井上光央（MBS、共同インタビュアー兼務）、蜂谷薫（MBS）
  - 毎日放送と朝日放送は共に腸捻転解消後初めての自社が制作に関与する日本シリーズ中継となった（毎日放送は1962年（東映対阪神戦）以来、朝日放送は1966年（南海対巨人戦）以来）。また、テレビ新広島にとっては開局以来初のシリーズ中継となった。

### ラジオ中継
- 第1戦:10月27日
  - NHKラジオ第1　解説：加藤進、鶴岡一人
  - TBSラジオ（JRN・朝日放送制作）　解説：花井悠　ゲスト解説：山田久志
  - 文化放送（NRN・毎日放送制作）　解説：宅和本司、米田哲也　ゲスト解説：中西太（阪神打撃コーチ）
  - ニッポン放送　実況：深澤弘　解説：関根潤三、金田正一
  - ラジオ大阪　解説：辻佳紀、清俊彦
  - ラジオ関西ほか　解説：笠原和夫、堀本律雄
- 第2戦:10月28日
  - NHKラジオ第1　解説：川上哲治、藤田元司
  - TBSラジオ（JRN・朝日放送制作）　解説：小山正明　ゲスト解説：掛布雅之
  - 文化放送・ラジオ大阪　解説：別所毅彦、辻佳紀
  - ニッポン放送（NRN・毎日放送製作） 実況：三宅定雄（毎日放送）　解説：関根潤三、米田哲也　ゲスト解説：中西太
  - ラジオ関西ほか　解説：笠原和夫、堀本律雄
- 第3戦:10月30日
  - NHKラジオ第1　解説：川上哲治、上田利治
  - TBSラジオ（JRN・中国放送制作）　解説：池田英俊　ゲスト解説：野村克也（西武）
  - 文化放送（NRN・中国放送制作裏送り）　解説：長谷川良平、豊田泰光
  - ニッポン放送・ラジオ大阪　実況：宮田統樹　解説：関根潤三、近藤和彦
  - ラジオ関東（現・ラジオ日本）　解説：青田昇　ゲスト解説：中西太
- 第4戦:10月31日
  - NHKラジオ第1　解説：鶴岡一人、藤田元司
  - TBSラジオ（JRN）　解説：牧野茂　ゲスト解説：野村克也
  - 文化放送・ラジオ大阪　解説：別所毅彦、豊田泰光
  - ニッポン放送（NRN・中国放送制作）　実況：鈴木信宏（中国放送）　解説：近藤和彦、長谷川良平　ゲスト解説：広岡達朗、横溝桂（南海ヘッドコーチ）
  - ラジオ関東　解説：有本義明　ゲスト解説：中西太
- 第5戦:11月1日
  - NHKラジオ第1　解説：上田利治、藤田元司
  - TBSラジオ（JRN）　解説：牧野茂　ゲスト解説：野村克也
  - 文化放送（NRN・中国放送制作）　解説：別所毅彦、金山次郎
  - ニッポン放送・ラジオ大阪　実況：深澤弘　解説：関根潤三、土橋正幸
  - ラジオ関東　解説：青田昇　ゲスト解説：中西太
- 第6戦:11月3日
  - NHKラジオ第1　解説：上田利治、鶴岡一人
  - TBSラジオ（JRN・朝日放送制作）　解説：皆川睦雄　ゲスト解説：江本孟紀（阪神）
  - 文化放送・ラジオ大阪　解説：別所毅彦、辻佳紀
  - ニッポン放送　実況：胡口和雄　解説：近藤和彦　ゲスト解説：野村克也
  - 毎日放送（NRN）　実況：三宅定雄   解説：宅和本司、米田哲也　ゲスト解説：中西太
- 第7戦:11月4日
  - NHKラジオ第1　実況：島村俊治　解説：加藤進、川上哲治
    - 2020年6月6日に放送された特別番組『ラジオが伝えたプロ野球名勝負・名場面』では、広島のベンチに入っていた大野豊（NHK野球解説者）のコメントを交えながら、この試合の実況を収録した音源から「江夏の21球」に該当するシーンを全球にわたって再生した。

  - TBSラジオ（JRN・朝日放送制作）　解説：小山正明　ゲスト解説：江本孟紀
  - 文化放送（NRN・毎日放送制作）　実況:三宅定雄 （毎日放送）　解説：宅和本司、米田哲也　ゲスト解説：中西太
  - ニッポン放送　実況：宮田統樹　解説：関根潤三
  - ラジオ大阪　解説：辻佳紀、清俊彦